# Odbojkaški klub Vojvodina
L'Odbojkaški klub Vojvodina è una società pallavolistica maschile serba con sede a Novi Sad: milita nel campionato di Superliga.

## Storia
Il club fu fondato nel 1946, e per i primi trent'anni di vita partecipò a campionati pallavolistici di livello amatoriale. Agli inizi degli anni settanta venne deciso un riassetto societario che permise la scalata ai vertici pallavolistici jugoslavi, e di vincere il primo trofeo della sua storia, la Coppa di Jugoslavia del 1977.
Il periodo di massima fama della squadra giunse alla fine degli anni ottanta. Dopo la vittoria della seconda coppa arrivò quella dei primi scudetti consecutivi. Con il titolo di Campione di Jugoslavia del 1988 partecipò per la prima volta alla Coppa dei Campioni. L'avventura nella massima competizione europea terminò con il terzo posto nella Final Four giocata ad Atene.
Lo scioglimento della Repubblica Socialista Federale di Jugoslavia liberò la scena da alcuni degli avversari interni più ostici (soprattutto squadre croate); il contemporaneo declino del Partizan Belgrado lasciò la formazione della Voivodina a dominare il campionato di Serbia e Montenegro.
Con l'inizio del III millennio aumentò la competitività delle squadre del Montenegro, ma la storia si ripeté nel 2006, con l'indipendenza dello stato montenegrino. Il primo trionfo nel campionato serbo avvenne nel 2007. Nella stagione 2014-15, oltre al successo nella coppa nazionale, si aggiudica il primo trofeo a livello europeo, ossia la Challenge Cup. All'inizio della stagione 2015-16 vince la Supercoppa, mentre nell'annata 2016-17 trionfa nuovamente in campionato, bissando il successo nelle tre stagioni successive, conquistando anche la Supercoppa 2019, 2020, 2021 e 2023.

## Rosa 2018-2019
| N° | Nome              | Ruolo | Data di nascita   | Nazionalità sportiva |
| -- | ----------------- | ----- | ----------------- | -------------------- |
| 1  | Stevan Simić      | C     | 21 marzo 1996     | Serbia               |
| 2  | Božidar Vučićević | O     | 9 dicembre 1998   | Serbia               |
| 5  | Lázaro Fundora    | S     | 13 febbraio 1994  | Cuba                 |
| 6  | Goran Škundrić    | L     | 23 novembre 1987  | Serbia               |
| 7  | Stefan Negić      | L     | 17 gennaio 2000   | Serbia               |
| 8  | Stefan Kovačević  | C     | 22 febbraio 1995  | Serbia               |
| 9  | Dmytro Vijec'kyj  | O     | 19 febbraio 1998  | Ucraina              |
| 11 | Miran Kujundžić   | S     | 19 giugno 1997    | Serbia               |
| 12 | Ivan Kostić       | P     | 8 gennaio 1988    | Serbia               |
| 13 | David Mehić       | S     | 24 settembre 1997 | Serbia               |
| 15 | Mirko Radević     | C     | 3 febbraio 1987   | Serbia               |
| 16 | Vuk Todorović     | P     | 23 aprile 1998    | Serbia               |
| 17 | Andrej Rudić      | C     | 17 febbraio 1999  | Serbia               |
| 18 | Pavle Perić       | S     | 7 agosto 1998     | Serbia               |

## Palmarès
- Campionato serbo: 6

2006-07, 2016-17, 2017-18, 2018-19, 2019-20, 2020-21
- Campionato serbo-montenegrino: 1

2003-04
- Campionato jugoslavo: 11

1987-88, 1988-89, 1991-92, 1992-93, 1993-94, 1994-95, 1995-96, 1996-97, 1997-98, 1998-99
1999-00
- Coppa di Serbia: 5

2006-07, 2009-10, 2011-12, 2014-15, 2019-20
- Coppa di Serbia e Montenegro: 8

1992, 1994, 1995, 1996, 1998, 2003, 2004, 2005
- Coppa di Jugoslavia: 2

1976-77, 1987
- Supercoppa serba: 5

2015, 2019, 2020, 2021, 2023
- Challenge Cup: 1

2014-15